# Allée couverte de Ville-Menot
L' allée couverte de Ville-Menot est située à Gomené dans le département français des Côtes-d'Armor.

## Description
L' allée couverte mesure environ 10,50 m de longueur. Elle  a la forme d'un trapèze allongé. Elle ne comprend qu'une unique chambre d'une largeur intérieure de 1,50 m à l'entrée et 1,10 m au fond pour une hauteur sous dalle inférieure à 0,80 m. L'allée est délimitée par douze orthostates au moins qui supportent encore trois tables de couverture. Ces trois dalles ont été retaillées pour faciliter leur ajustement. Celle du milieu comporte des traces de débitage bien visibles. Une quatrième table probable gît au sol à côté de l'allée.
Un menhir, de section quasi circulaire, est visible dans l'angle sud-ouest de l'allée.